# Біла Лідія Костянтинівна
Лідія Костянтинівна Біла (нар. 1937 — ?) — українська радянська діячка, завідувач тваринницької ферми колгоспу «Росія» Горностаївського району Херсонської області. Депутат Верховної Ради СРСР 7-го скликання.

## Біографія
Народилася в селянській родині. У 1953 році закінчила семирічну школу, а у 1957 році — Новополтавський зоотехнічний сільськогосподарський технікум Миколаївської області.
У 1957—1964 роках — зоотехнік, головний зоотехнік, зоотехнік із племінної роботи в колгоспах імені Чапаєва і «Росія» села Каїри Горностаївського району Херсонської області.
З 1964 року — завідувач тваринницької ферми колгоспу «Росія» села Каїри Горностаївського району Херсонської області.